# Бобров Олег Євгенович
Бобров Олег Євгенович 25 лютого 1958, Київ — 11 лютого 2024, с. Музичі, Бучанський район, Київська область) — український лікар, хірург. Доктор медичних наук, професор.

## Біографія
У 1981 році закінчив Київський медичний інститут (нині Національний медичний університет імені О. О. Богомольця). У 1981—1983 роках навчався в клінічній ординатурі в Інституті клінічної та експериментальної хірургії. У 1983—1992 роках працював у Центрі хірургії печінки, жовчних протоків та підшлункової залози; у 1993—1995 — у Національному медичному університеті; у 1996 — у Національній медичній академії післядипломної освіти; з 2005 року — професор кафедри хірургії та судинної хірургії.
Займається науковими дослідженнями у сфері хірургії печінки, жовчних протоків, підшлункової залози, судин, ускладнень в хірургії, медичного права. Бобров є членом редколегії журналів «Хірургія України», «Альманах клінічної медицини», «Терапія», «Пластична і реконструктивна хірургія», «Новини медицини і фармації», шеф-редактором журналу «Лікар».

### Всеукраїнський проєкт із захисту прав лікарів
Олег Бобров є лідером неприбуткової громадської організації «Всеукраїнський проєкт із захисту прав лікарів», що забезпечує медичних працівників юридичною підтримкою та захищає їх конституційні права. Створена з метою "пролити світло на проблему захисту прав лікарів, за допомогою історичного, економічного і юридичного аналізів”. 

### Наукові праці
Автор понад 430 наукових робіт, в тому числі 11 монографій, 5 навчальних посібників, 7 методичних рекомендацій, 27 патентів на способи діагностики і лікування.
- Острый послеоперационный панкреатит. 2000;
- Релапаротомия. 2002 (співавт.);
- Медицина (нравы, судьбы, бесправие). 2003;
- Лечение болевого синдрома в онкологии. 2003 (співавт.);
- Нехирургические мысли. 2005;
- Очерки хирургии острого холецистита. 2008 (співавт.);